# Achtiaa
Achtiaa, auch Aa-Achti oder Achti-aa und Aaachti (in Eigennamenschreibweise) war ein altägyptischer Beamter in der Übergangszeit von der 3. zur 4. Dynastie.

## Zur Person
Achtiaa hatte verschiedene Positionen inne, beispielsweise „Vorsteher aller Arbeiten des Königs“ und „Großer der Zehn von Oberägypten“. Reliefbruchstücke aus seinem in Abusir gefundenen Grab zeigen den Namen des Königs (Pharao) Nebka. Die Reliefs aus seinem Grab befinden sich heute in verschiedenen Museen (Louvre, Ägyptisches Museum Berlin und Leipzig). Der Unterteil einer Statue befindet sich heute in Berlin.
Ergänzend führte er zahlreiche Titel, darunter „Stütze des Pantherfelles/Kenmut“ und die eines „Gottesdieners vom Gottestempel des Nebka“. Achti-Aa war einer von bislang zwei bekannten Priestern, die eventuell den Totendienst um König Nebka der 3. Dynastie versahen.
Seine Ehefrau hieß Meritenes und gehörte zu den ersten weiblichen Adligen, die den Titel Rechet-nesu („Vertraute des Königs“) trugen.

## Einige weitere Titel
- „Sab-Beamter“ – Sab – S3b
- „Landrat“ – Adj-mer – ˁḏ.-mr
- „Leiter des Speisezeltes“ – Cherep-seh – Ḫrp-sh
- „Freund des Hauses“ – Semer-per – Smr-pr
- „Leiter des Thrones“ – Cherep-en-isut – Ḫrp-n-jswt
- „Leiter der beiden Becken (?) des Großen Hauses“ – Cherep-merui-per-wer – Ḫrp-mrwj-pr-wr
- „Lagerverwalter im Haus des Lebens“ – Cheri-wedja-hut-anch – Ḫri-wḏ3-ḥwt-ˁnḫ

## Grab
Seine dekorierte Mastaba lag wahrscheinlich in Nordsakkara, wo sich zwei Blöcke im modernen Dorf Abusir verbaut fanden. Es handelt sich zusammen mit den Mastabas des Metjen und des Chabausokar um eine der frühesten mit Reliefs dekorierten Mastabas aus dem alten Ägypten und ist daher auch kunstgeschichtlich von großer Bedeutung. Zwischenzeitlich ist sie jedoch verschollen.